# Storbritanniens nationer efter befolkning
En tabel over Storbritanniens nationer (og engelske regioner) efter befolkning, taget fra "United Kingdom Census 2001":
| Rangering | Navn | Befolkning                                                                                           | %    |
| 1         | England - South East - Greater London - North West - East - West Midlands - Yorkshire and the Humber - South West - East Midlands - North East | 49.387.395 8.000.550 7.420.600 6.729.800 5.388.154 5.267.337 4.964.838 4.928.458 4.172.179 2.515.479 | 83,7 |
| 2         | Skotland | 5.062.011                                                                                            | 8,6  |
| 3         | Wales | 2.903.085                                                                                            | 4,9  |
| 4         | Nordirland | 1.685.267                                                                                            | 2,9  |
|           | United Kingdom | 59.037.758                                                                                           | 100  |

kilde: the 2001 census